# François Dosse

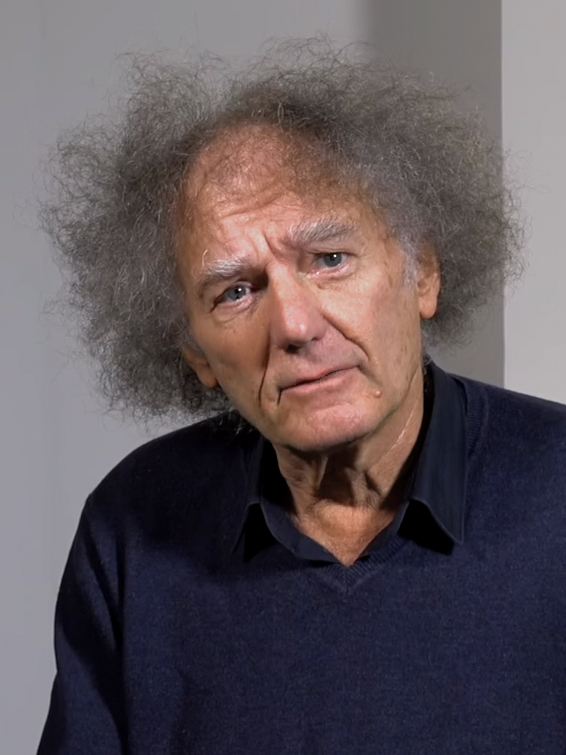
Francois Dosse (2018)

François Dosse (* 21. September 1950) ist ein französischer Historiker, Philosoph und Biograph. Seine Interessenschwerpunkten sind die Ideengeschichte, die Biographieforschung und Intellektuellenforschung. Er ist Professor für die Geschichte der Gegenwart am Institut Universitaire de Formation des Maîtres (IUFM) an der Universität Paris XII in Créteil und lehrt am IEP de Paris.

## Leben und Wirken
Seine Mutter ist die bekannte französische Malerin Tonia Cariffa.
Nachdem sich Dosse 1983 in seiner Dissertation mit der Annales-Schule beschäftigt hatte, wandte sich sein Interesse dem Strukturalismus zu. In zwei Bänden, die 1991 und 1992 veröffentlicht und anschließend in mehreren Sprachen übersetzt wurden, ging er der Geschichte des französischen Strukturalismus und Poststrukturalismus nach. Außerdem verfasste er eine Biographie über den bekannten französischen Philosophen Paul Ricœur (Paul Ricœur. Les sens d’une vie), die 1997 erschien und seitdem als Standardwerk zu Ricoeurs Leben gilt. Eine weitere Biographie veröffentlichte Dosse 2002 zu dem französischen Historiker und Kulturphilosophen Michel de Certeau.
2007 erschien seine Doppelbiographie zu dem französischen Philosophen Gilles Deleuze und dem Psychoanalytiker Félix Guattari (Gilles Deleuze et Félix Guattari, biographie croisée), in der sich dafür einsetzte, Guattari den ihm gebührenden Platz neben Deleuze in der Ideengeschichte zuzuerkennen, in der zuvor nur Platz für Deleuze zu sein schien. 2011 publizierte Dosse eine Biographie über den französischen Historiker Pierre Nora. 2014 veröffentlichte er die erste Biographie zu dem griechisch-französischen Philosophen und Psychoanalytiker Cornelius Castoriadis.
Er gehört zu den Gründern der interdisziplinären französischen Zeitschrift EspacesTemps.
François Dosse war wichtiger akademischer Lehrer von Emmanuel Macron, dessen Diskussionsfreude und Denken in Zusammenhängen ihm in Erinnerung geblieben ist.

## Schriften
- L’Ecole des „Annales“ dans les médias depuis 1968, Paris 1983
- L’Histoire en miettes. Des „Annales“ à la „nouvelle histoire“, La Découverte, Paris 1987 (2. Aufl.)
- Histoire du structuralisme, Band 1: Le champ du signe, La Découverte, Paris 1991
  - deutsch: Geschichte des Strukturalismus Bd. 1., Das Feld des Zeichens: 1945 – 1966, übersetzt von Stefan Barmann, Junius, Hamburg 1996, ISBN 978-3-88506-266-0; Rezension von Jochen Hörisch im Deutschlandfunk, Büchermarkt
- Histoire du structuralisme, Band 2: Le chant du cygne, La Découverte, Paris 1992
  - deutsch: Geschichte des Strukturalismus, Bd. 2., Das Zeichen der Zeit: 1967 – 1991, übersetzt von Stefan Barmann, Junius, Hamburg 1996, ISBN 978-3-88506-266-0
- L’Instant éclaté. Entretien avec Pierre Chaunu, Aubier, Paris 1994
- L’Empire du sens. L’humanisation des sciences humaines, La Découverte, Paris 1995
- Paul Ricœur. Les sens d’une vie, La Découverte, Paris 1997
- L’Histoire, Armand Colin, Paris 2000.
- Michel de Certeau. Le marcheur blessé, La Découverte, Paris 2002
- La Marche des idées. Histoire des intellectuels, histoire intellectuelle, Paris, La Découverte, 2003.
- Le Pari biographique. Écrire une vie, La Découverte, Paris 2005, 2011
- Paul Ricœur, Michel de Certeau. Entre le dire et le faire, Cahiers de l’Herne, Paris 2006
- Paul Ricœur et les sciences humaines, La Découverte, Paris 2007
- Gilles Deleuze et Félix Guattari, biographie croisée, La Découverte, Paris 2007
  - deutsch: Gilles Deleuze/Félix Guattari. Biographien, übersetzt von Christian Driesen, Turia + Kant, Wien/Berlin 2017, ISBN 978-3-85132-871-4.
- Historicités, codirigé par Christian Delacroix et Patrick Garcia, La Découverte, Paris 2009
- Renaissance de l’événement, Paris, PUF, coll. « Le nœud gordien », 2010.
- Pierre Nora. Homo Historicus, Perrin, Paris 2011
- Castoriadis. Une vie, La Découverte, Paris 2014
- Les hommes de l’ombre: Portraits d’éditeurs, Perrin, Paris 2014
- Le philosophe et le président. Ricœur & Macron. Éditions Stock, Paris 2017
  - deutsch: Paul Ricœur und Emmanuel Macron. Der Philosoph und der Präsident, übersetzt von Christian Driesen, Turia + Kant, Wien/Berlin 2018, ISBN 978-3-85132-899-8.